# گیتی
گیتی (به انگلیسی: Universe) اشاره به تمامی هستی و کائنات و عالم دارد که عبارت است از کل فضا، زمان و محتویات آن‌ها، که شامل سيارات، ستارگان، کهکشان‌ها و همهٔ اشکال دیگر ماده و انرژی می‌شود. نظریهٔ مه‌بانگ پذیرفته‌شده‌ترین توصیف کیهان‌شناختی از تکامل جهان است. بنا بر تخمین‌های این نظریه، فضا و زمان با هم در حدود ۱۳٫۷۹۹±۰٫۰۲۱ میلیارد سال قبل پدید آمدند، و از آن زمان جهان پیوسته در حال انبساط بوده است. اگر چه اندازهٔ فضایی گیتی هنوز ناشناخته است ولی معادله تورم کیهانی نشان می‌دهد که قطر آن باید حداقل ۲۳ تریلیون سال نوری باشد و می‌توان اندازهٔ جهان قابل مشاهده را به‌دست‌آورد که در حال حاضر تقریباً ۹۳ میلیارد سال نوری است.
به دانش شناخت و مطالعه گیتی، اونیوِرسولوژی یا گیتی‌شناسی گفته می‌شود.
نخستین مدل‌های کیهان‌شناسی که توسط یونانیان باستان و فیلسوفان هندی پدید آمدند، زمین-مرکز بودند و زمین را مرکز جهان می‌دانستند. با گذشت قرن‌ها، مشاهدات نجومی دقیق‌تر به نیکلاس کوپرنیک کمک کرد تا مدل خورشید-مرکزی را بر پایهٔ مرکزیت خورشید در منظومهٔ خورشیدی ارائه دهد. سر ایزاک نیوتن با بهره‌گیری از کارهای کوپرنیک و همچنین مشاهدات تیکو براهه و قوانین گردش سیاره‌ای کپلر، قانون جهانی گرانش را معرفی کرد.
با پیشرفت‌های بعدی که در مشاهدات حاصل شد، مشخص شد که خورشید تنها یکی از صدها میلیارد ستارهٔ موجود در کهکشان راه شیری است که خود تنها یکی از چند صد میلیارد کهکشان موجود در کیهان است. بسیاری از ستارگان در کهکشان سیاره دارند. در مقیاس بزرگ کهکشان‌ها به شکل یکنواختی توزیع شده‌اند و در همهٔ جهت‌ها یکسان هستند در نتیجه جهان گوشه یا مرکز ندارد. در مقیاس‌هاس کوچکتر کهکشان‌ها در خوشه‌ها و ابرخوشه‌های کهکشانی پراکنده شده‌اند که رشته‌کهکشان‌ها و نواحی پوچ را در فضا تشکیل می‌دهند.
کشف‌هایی که در اوایل قرن بیستم رخ داد، نشان دادند که جهان آغازی داشته است و ازآن زمان فضا در حال انبساط با نرخی رو به افزایش بوده است.
طبق نظریهٔ مه‌بانگ، چگالی ماده و انرژی موجود اولیه با انبساط جهان کاهش یافت پس از یک دوره انبساط بسیار سریع که در حدود −۳۲۱۰ ثانیه طول کشید و دورهٔ تورمی نامیده می‌شود و جدایی نیروهای بنیادی چهارگانه از یکدیگر، جهان به تدریج سرد شد و انبساط آن نیز ادامه یافت و امکان پیدایش ذرات زیراتمی و اتم‌های ساده فراهم شد. ماده تاریک به تدریج جمع شد و تحت تأثیر اثر گرانش آن رشته‌کهکشان‌ها و نواحی پوچ شکل گرفتند. ابرهای غول‌پیکر هیدروژن و هلیم به تدریج به جاهایی که ماده تاریک در آن چگالی بالاتری داشت کشیده شدند و نخستین ستارگان، کهکشان‌ها و هرآنچه امروز دیده می‌شود را به‌وجود آوردند.
از مطالعهٔ حرکت کهکشان‌ها کشف شد که باید ماده بسیار بیشتری از آنچه در اجسام مرئی (ستارگان، سحابی‌ها و گازهای میان‌ستاره‌ای) دیده می‌شود، در جهان موجود باشد. این ماده نامرئی به نام ماده تاریک شناخته می‌شود. (دلیل تاریک نامیدن این نوع ماده آن است که شواهد غیر مستقیم زیادی بر وجود آن دلالت دارند اما هرگز مستقیماً دیده نشده). مدل لامبدا-سی‌دی‌ام که پذیرفته‌شده‌ترین مدل جهان است، پیشنهاد می‌دهد که در حدود۱٫۲٪ ± ۶۹٫۲٪ از جرم و انرژی موجود در جهان، یک ثابت کیهان‌شناسی است که مسئول انبساط جهان است و حدود ۱٫۱٪ ± ۲۵٫۸٪ نیز ماده تاریک است. در نتیجه مادهٔ معمولی (باریونی) تنها ۰٫۱٪ ± ۴٫۸۴٪ از جهان فیزیکی است. ستارگان، سیارات، و ابرهای گازی قابل مشاهده تنها در حدود ۶٪ ماده عادی (باریونی) را تشکیل می‌دهند.
فرضیه‌های رقیب متعددی در مورد سرانجام جهان و آنچه قبل از مه‌بانگ بوده است مطرح شده‌اند اما سایر فیزیکدانان و فلاسفه از گمانه‌زنی در این مورد خودداری می‌کنند، زیرا تردید دارند که وضعیت‌های ماقبل مه‌بانگ هرگز در دسترس دانش بشری قرار گیرند. برخی فیزیکدانان فرضیات چندجهانی مختلفی ارائه داده‌اند که در آن‌ها جهان ما به عنوان یکی از چندین جهان مشابه موجود، در نظر گرفته می‌شود.

## تعریف
تعریف جهان فیزیکی عبارت است از کل فضا و زمان (فضازمان) و محتویات آنها.این محتویات شامل کل انرژی در اشکال مختلف آن مثل تابش الکترومغناطیسی و ماده؛ و بنابراین کل سیارات، اقمار، ستارگان و کهکشانها و محتویات فضای میان‌کهکشانی می‌شود.
جهان همچنین شامل قوانین فیزیکی است که روی انرژی و ماده تأثیر می‌گذارند؛ مانند قوانین پایستگی، مکانیک کلاسیک و نسبیت.
جهان اغلب به عنوان «تمامیت وجود»، یا هرچیزی که وجود دارد، هرآنچه وجود داشته است و هرآنچه به‌وجود خواهد آمد؛ تعریف می‌شود. به نظر برخی از فلاسفه و دانشمندان، حتی ایده‌ها مثل ریاضیات و منطق را نیز باید جزئی از تعریف جهان دانست.
واژه جهان همچنین ممکن است اشاره به مفاهیم دیگری همچون کیهان، دنیا و طبیعت به کار رود.

## ریشه‌شناسی
معادل انگلیسی واژهٔ جهان، Universe است که خود برگرفته از واژهٔ کهن فرانسوی univers است که آن نیز به نوبه خود در واژهٔ لاتینِ universum ریشه دارد.
این واژه لاتین توسط سیسرون و بعدها توسط نویسندگان لاتین دیگر در معانی کم‌وبیش یکسانی با معنی امروزی آن در زبان به کار رفته است.

### مترادف‌ها
یکی از واژگان رایج برای جهان در میان یونانیان باستان، از زمان فیثاغورث به بعد، واژهٔ τὸ πᾶν (توپان به معنی «همه») بود که به عنوان کل ماده و فضا تعریف می‌شد و همچنین τὸ ὅλον (تو هولون به معنی «همه چیزها») که الزاماً شامل فضاهای خالی نمی‌شد.
واژه مترادف دیگر نیز ὁ κόσμος (هو کوسموس به معنی «دنیا» یا «کیهان») بود.
مترادف‌هایی برای آن در زبان لاتین نیز وجود دارد (totum, mundus, natura)
و به زبان‌های امروزی نیز راه یافته‌اند، به عنوان مثال واژگان آلمانی Das All ,Weltal و Natur برای جهان استفاده می‌شوند. همان مترادف‌ها را در زبان انگلیسی نیز می‌توان یافت: واژه everything (مثلاً everything), cosmos (مثلاً cosmology), world (مثلاً many-worlds interpretation) و nature (مثلاً natural law یا natural philosophy).

## گاه‌شماری و مه‌بانگ
مدل علمیِ پذیرفته‌شده برای توصیف تکامل جهان، نظریه مه‌بانگ نام دارد. بر اساس مدل مه‌بانگ، در نخستین لحظات، جهان در حالت بسیار داغ و فشردهای بود و سپس منبسط و سرد شد. این مدل بر پایه نظریه نسبیت عام اینشتین بنا شده و بر پیش‌فرضهایی همچون همگن و همسانگرد بودن فضا متکی است. نسخه‌ای از این مدل که با نام لامبدا-سی‌دی‌ام شناخته می‌شود، بر مبنای یک ثابت کیهانی لامبدا و ماده تاریک سرد (CDM) ساخته‌شده و ساده‌ترین مدلی است که می‌تواند مشاهدات متعددی در جهان را به خوبی توضیح دهد. مدل مه‌بانگ قادر است برای مشاهداتی همچون تابش زمینه کیهانی، رابطه میان فاصله و میزان انتقال به سرخ کهکشان‌ها و فراوانی اتم‌های هیدروژن نسبت به هلیم، توضیح ارائه دهد.

وضعیت داغ و فشرده اولیه جهان، دوره پلانک نامیده می‌شود؛ دوره کوتاهی از زمان ۰ تا یک واحد زمان پلانک که تقریباً معادل ۴۳-۱۰ ثانیه است. در طی دوره پلانک همه انواع ماده و انرژی در فضایی بسیار کوچک فشرده شده بودند و قدرت نیروی گرانش -که اکنون با اختلاف زیادی ضعیف‌ترین نیرو از بین نیروهای چهارگانه است- به اندازه نیروهای بنیادی دیگر بود و احتمالاً نیروهای بنیادی به صورت یک نیروی واحد به هم‌پیوسته بوده‌اند. از دوره پلانک به بعد، جهان پیوسته در حال انبساط بوده است تا به مقیاس کنونی خود رسیده و احتمالاً دوره بسیار کوتاهی از انبساط بسیار سریع (تورم کیهانی) را نیز پشت‌سر گذاشته است که در ۳۲-۱۰ ثانیه نخست رخ داده است. انبساط جهان از انبساط‌هایی که در اطراف خود مشاهده می‌کنیم کاملاً متفاوت است. اشیا در فضا جابجایی فیزیکی نداشتند بلکه خود متریکی که فضا را تعریف می‌کند، در حال تغییر است. اگرچه اشیایی که در این فضازمان قرار دارند نمی‌توانند با سرعتی بیشتر از سرعت نور حرکت کنند، اما متریکی که بر فضازمان حکمرانی می‌کند، خود از این محدودیت مستثنی است. دوره تورمی نخستین توضیح می‌دهد که چرا فضا تخت است و بسیار بزرگتر از آن است که نور بتواند از آغاز جهان تا کنون، کل آن را طی کند.
در نخستین لحظات وجود جهان، چهار نیروی بنیادی از هم جدا شدند. با ادامه سرد شدن جهان، در دوره‌های کوتاهی به نامهای دوره کوارک و دوره هادرون و دوره لپتون چند نوع از ذرات زیراتمی امکان تشکیل شدن پیدا کردند. پشت سر گذاشتن تمام این مراحل روی‌هم‌رفته کمتر از ۱۰ ثانیه پس از پیدایش جهان طول کشید. این عناصر بنیادی ترکیبهای پایداری با یکدیگر تشکیل دادند و پروتون‌ها و نوترون‌های پایداری به‌وجود آمدند و بعدها در واکنش‌های هسته‌ای، هسته‌های اتمهای بزرگتر هم به‌وجود آمدند. این فرایند، هسته‌زایی مه‌بانگ نام دارد که در حدود ۱۷ دقیقه طول کشید و تقریباً ۲۰ دقیقه پس از مه‌بانگ خاتمه یافت؛ بنابراین تنها سریع‌ترین و ساده‌ترین واکنش‌ها رخ دادند. تقریباً ۲۵٪ پروتون‌ها و همه نوترون‌های جهان به هلیم همراه با اندکی دوتریم (شکلی از هیدروژن) و لیتیم تبدیل شدند. تمام عناصر دیگر در مقادیر بسیار کوچکی به‌وجود آمدند. بقیه ۷۵٪ پروتون‌ها دست نخورده به شکل هسته هیدروژن باقی ماندند.
پس از پایان هسته‌زایی جهان وارد دوره فوتون شد. ر این دوره جهان برای تشکیل اتمهای خنثی بیش از حد داغ بود و ماده موجود در جهان عمدتاً یک پلاسمای داغ چگال متشکل از الکترون‌های با بار منفی، نوترینوهای خنثی و هسته‌های با بار مثبت بود. پس از ۳۷۷ هزار سال، جهان به اندازه کافی سرد شد تا الکترون‌ها و هسته‌ها نخستین اتم‌های پایدار را تشکیل دهند. این دوره به دلایل تاریخی به نام دوره بازترکیبی شناخته می‌شود اما در حقیقت الکترونها و هسته‌ها برای نخستین بار ترکیب می‌شدند. برخلاف پلاسما، اتمهای خنثی نسبت به بسیاری از طول موجهای نور شفاف هستند، و به همین دلیل برای نخستین بار جهان شفاف شد. فوتونهایی که در هنگام تشکیل اتمها آزاد (واجفتیده) شدند را هنوز می‌توان در تابش زمینه کیهانی (CMB) دید.
با انبساط جهان چگالی انرژی تابش الکترومغناطیسی سریع تر از چگالی ماده کاهش می‌یابد زیرا انرژی یک فوتون با افزایش طول موج کاهش می‌یابد. پس از حدود ۴۷ هزار سال چگالی انرژی ماده بیشتر از فوتون‌ها و نوترینوها شد و نقش بیشتری در رفتار جهان در مقیاس‌های بزرگتر پیدا کرد. بدین ترتیب دوران برتری تابش به پابان رسید و دوران برتری ماده آغاز شد.
در نخستین لحظات جهان، نوسانات بسیار کوچک در چگالی جهان باعث تمرکز ماده تاریک شد که به تدریج شکل می‌گرفت. ماده معمولی بر اثر گرانش به آن نزدیک شد و در نهایت ابرهای غول‌پیکر گازی و ستاره‌ها و کهکشانها در مکانهایی که ماده تاریک در آنجا چگال‌تر بود به‌وجود آمدند؛ و فضاهای پوچ هم در نقاطی که چگالی ماده تاریک کمتر بود به‌وجود آمدند. پس از ۱۰۰ تا ۳۰۰ میلیون سال نخستین ستاره‌ها که با نام ستارگان جمعیت سوم شناخته می‌شوندِ به‌وجود آمدند. این ستاره‌ها احتمالاً بسیار بزرگ، نورانی، غیر فلزی بودند و عمر کوتاهی داشتند. این ستاره‌ها سبب بازیونیده‌شدن تدریجی جهان در طی ۲۰۰–۵۰۰ میلیون تا ۱ میلیارد سال شدند و از طریق هسته‌زایی ستاره‌ای منبع پیدایش عناصر سنگین‌تر از هلیم شدند. در جهان نوعی انرژی اسرارآمیز - احتمالاً یک میدان نرده‌ای به نام انرژی تاریک نیز وجود داردکه چگالی آن در گذر زمان تغییر نمی‌کند. پس از ۹٫۸ میالیارد سال جهان به اندازه‌ای منبسط شده‌بود که چگالی ماده از چگالی انرژی تاریک کمتر شد و شروع دوران برتری انرژی تاریک بود که هنوز ادامه دارد. در این دوران انبساط جهان به دلیل انرژی تاریک شتابدار است.

## ویژگی‌های فیزیکی
از بین چهار نیروی بنیادی، گرانش است که در فواصل در مقیاس‌های نجومی غالب است، زیرا تأثیر گرانش تجمعی است؛ بر عکس بارهای مثبت و منفی که یکدیگر را خنثی می‌کنند و باعث می‌شوند که تأثیر الکترومغناطیس در فواصل نجومی ناچیز باشد. دو نیروی دیگر یعنی هسته‌ای قوی و هسته‌ای ضعیف، تاثیرشان با افزایش مسافت به شدت کاهش می‌یابد و تأثیرات آنها محدود به فواصل با مقیاس‌های زیراتمی است.
به نظر می‌رسد که مقدار ماده موجود در جهان بسیار بیشتر از مقدار ضدماده موجود است؛ عدم تقارنی که احتمالاً به پدیده نقض سی‌پی مرتبط است. این عدم تعادل بین ماده و ضدماده، مسبب وجود کل ماده‌ای است که امروز در جهان وجود است؛ زیرا اگر ذرات ماده و ضدماده به تعداد مساوی در مه‌بانگ تولید می‌شدند، می‌بایست یکدیگر را به‌طور کامل نابود می‌کردند و در نتیجه برهم‌کنش آنها تنها فوتون باقی می‌ماند. همچنین به نظر می‌رسد که اندازه تکانه و تکانه زاویه‌ای خالص جهان صفر است که اگر جهان را متناهی بدانیم، این با قوانین پذیرفته شده فیزیک سازگار است. این قوانین، قانون گاوس و ناواگرایی شبه‌تانسور ضربه-انرژی-تکانه هستند.

### اندازه و نواحی
طبق نظریه نسبیت عام، از آنجا که جهان در حال انبساط است و سرعت نور نیز محدود است؛ نواحی دوردست فضا ممکن است در طول عمر جهان هرگز برهم‌کنشی با ما نداشته باشند؛ مثلاً امواج رادیویی که از زمین فرستاده می‌شوند ممکن است هرگز به برخی نواحی در فضا نرسند، حتی اگر جهان همیشه وجود داشته باشد: فضا ممکن است با سرعتی بیشتر از سرعت پیمایش نور، منبسط شود.
ناحیه فضایی که قابل رویت با تلسکوپ باشد، جهان قابل مشاهده نامیده می‌شود که به مکان ناظر بستگی دارد. فاصله ویژه - یعنی فاصله‌ای که در زمان مشخص مثلاً زمان حال، اندازه‌گیری شود و مربوط به آن زمان است - میان زمین و لبه جهان قابل مشاهده در حدود ۴۶ میلیارد سال نوری(۱۴ میلیارد پارسک) است، پس قطر جهان قابل مشاهده در حدود ۹۳ میلیارد سال نوری است. مسافت پیموده‌شده توسط که نوری که از لبه جهان قابل مشاهده می‌آید، تقریباً برابر است با سن جهان ضرب در سرعت نور؛ ۱۳٫۸ میلیارد سال نوری (۴٫۲ میلیارد پارسک). البته این عدد را نمی‌توان به عنوان فاصله در هر زمانی شمار آورد، زیرا لبه‌های جهان قابل مشاهده و زمین از آن زمان تا کنون دورتر شده‌اند.برای درک میزان بزرگی جهان قابل مشاهده، در نظر بگیرید که قطر یک کهکشان معمولی در حدود ۳۰٬۰۰۰ سال نوری (۹/۱۹۸ کیلو پارسک) است و فاصلهٔ دو کهکشان همسایه به‌طور معمول در حدود ۳ میلیون سال نوری (۹۱۹/۸ کیلو پارسک) است. به عنوان مثال، قطر کهکشان راه شیری تقریباً بین ۱۰۰٬۰۰۰ تا ۱۸۰٬۰۰۰ سال نوری است،و نزدیکترین کهکشان خواهر آن، کهکشان زن برزنجیر است، که تقریباً ۲٫۵ میلیون سال نوری از آن فاصله دارد
از آنجا که شانس دیدن فضای فراتر از جهان قابل مشاهده را نداریم، نمی‌توان مشخص نمود که اندازه جهان متناهی یا نامتناهی است. تخمین‌ها پیشنهاد می‌دهند که که اگر کل جهان نیز متناهی باشد باید اندازه آن در حدود ۲۵۰ برابر جهان قابل مشاهده باشد. برخی دیگر این تخمین را زیر سؤال برده و اندازه کل جهان به فرض متناهی بودن آن را در حد {\displaystyle 10^{10^{10^{122}}}} مگاپارسک می‌دانند.

### انبساط و سن
اخترشناسان با تکیه بر این فرض که مدل لامبدا-سی‌دی‌ام توصیف دقیقی از تکامل جهان از حالت داغ و چگال اولیه تا وضعیت کنونی آن است، سن جهان را با اندازه‌گیری پارامترهای کیهان‌شناسی مدل، محاسبه کنند. این مدل از لحاظ نظری به خوبی فهمیده شده است و با مشاهدات اخترشناسی بسیار دقیق انجام‌شده توسط دبلیومپ و پلانک همخوانی دارد. از جمله مشاهداتی که با این مدل تطابق دارند می‌توان به ناهمسانگردی تابش ریزموج زمینه کیهانی، رابطه میان روشنایی و انتقال به سرخ در ابرنواخترهای نوع Ia اشاره نمود. مشاهدات دیگری مانند ثابت هابل، فراوانی خوشه‌های کهکشانی، همگرایی گرانشی ضعیف نیز به‌طور عمومی با این مدل سازگار هستند اما در حال حاضر با دقت پایینتری اندازه‌گیری شده‌اند. با این پیش‌فرض که مدل لامبدا-سی‌دی‌ام درست باشد، با اندازه‌گیری پارامترها توسط تکنیک‌ها و آزمایش‌های متعدد، تا سال ۲۰۱۵ دقیقترین رقم به دست آمده برای سن کنونی جهان ۰٫۰۲۱ ± ۱۳٫۷۹۹ میلیارد سال است.
جهان و محتویات آن در گذر زمان تکامل یافته‌اند؛ مثلاً جمعیت نسبی اختروش‌ها و کهکشان‌ها تغییر کرده و خود فضا نیز منبسط شده است. این انبساط می‌تواند پاسخی برای این پرسش باشد که چرا دانشمندان روی زمین می‌توانند نور کهکشانی را که ۳۰ میلیارد سال نوری با آن‌ها فاصله دارد، ببینند؛ در حالیکه نور حداکثر در حدود ۱۳ میلیارد سال (به‌اندازهٔ سن جهان) برای انتشار و رسیدن به آن‌ها زمان داشته است. پاسخ این پرسش این است که خود فضای بین زمین و کهکشان مزبور منبسط شده و آن‌ها را از هم دور کرده است. انبساط فضا همچنین با این مشاهدهٔ تجربی همخوانی دارد که نور دریافتی از کهکشان‌های دور دچار پدیدهٔ انتقال به سرخ می‌گردد؛ از آنجا که جهان در انبساط است و این کهکشان‌ها در حال دور شدن از ما هستند، طول موج فوتون‌های منتشر شده از این منبع نور متحرک در طول سفر خود کشیده شده و افزایش می‌یابد و بسامد کاهش می‌یابد. بر پایه مطالعات انجام شده بر روی ابرنواختر نوع Ia و داده‌های دیگر، سرعت انبساط در حال افزایش است.
هر چه میزان ماده در جهان بیشتر باشد، میزان جاذبه گرانشی دوطرفه میان مواد نیز بیشتر خواهد بود. اگر جهان خیلی چگال بود ممکن بود که دوباره منقبض شده و به یک نقطه تکینگی گرانشی رمبش کند. اگر میزان ماده موجود در جهان خیلی کم می‌بود نیز، خود-گرانشی آنقدر ضعیف می‌شد که امکان شکل‌گیری ساختارهای نجومی مانند کهکشانها و سیارات و سامانه‌های سیاره‌ای به‌وجود نمی‌آمد. از زمان مه‌بانگ جهان به شکل یکنوایی منبسط شده است. شاید عجیب نباشد که چگالی جرم-انرژی در جهان ما دقیقاً به اندازه کافی یعنی تقریباً ۵ پروتون در متر مکعب است که باعث شده جهان بتواند در ۱۳٫۸ میلیارد سال گذشته انبساط یابد و به شکل کنونی برسد.
نیروهای پویایی روی ذرات جهان تأثیر می‌گذارند که می‌توانند روی نرخ انبساط جهان نیز تأثیر بگذارند. قبل از ۱۹۹۸، انتظار می‌رفت که نرخ انبساط به دلیل تأثیر نیروهای گرانشی در جهان، در حال کاهش باشد. در نتیجه یک کمیت قابل مشاهده دیگر به نام پارامتر کاهش سرعت در جهان وجود دارد که بیشتر کیهان‌شناسان انتظار داشتند مقدار آن مثبت باشد و با چگالی ماده در جهان مرتبط باشد. در سال ۱۹۹۸ دو گروه مختلف مقداری منفی برای این پارامتر (در حدود ۰/۵۵-) اندازه‌گیری نمودند که به این معناست که فاکتور مقیاس کیهانی در ۵–۶ میلیارد سال اخیر همیشه مثبت بوده است.این شتاب البته به این معنی نیست که حتماً پارامتر هابل درحال حاضر در حال افزایش باشد.

### فضازمان
فضازمان ظرفی‌است که همه رویدادهای فیزیکی در آن رخ می‌دهند. رویدادها عناصر پایه‌ای فضازمان هستند. در هر فضازمانی یک رویداد عبارت است از یک موقعیت مکانی منحصربه‌فرد در یک موقعیت زمانی منحصربه‌فرد. فضازمان مجموع همه رویدادهای آن است، (همان‌طور که یک خط مجموع همه نقاط تشکیل‌دهنده آن است) و می‌توان آن را به شکل یک خمینه نمایش داد.
رویدادهایی همچون ماده وانرژی فضازمان را خم می‌کنند. از آن سو فضازمان خمیده نیز سبب می‌شود که ماده و انرژی به شکل خاصی رفتار کنند؛ بنابراین تمرکز روی یکی بدون در نظرگرفتن دیگری، سودی ندارد.
به نظر می‌رسد که جهان یک فضازمان پیوسته و هموار است که سه بعد فضایی و یک بعد زمانی دارد (بنابراین هر رویداد در فضازمان جهان فیزیکی را می‌توان با مجموعه‌ای از ۴ مختصات (x, y, z, t) مشخص نمود). به‌طور میانگین، شکل فضا بر طبق مشاهدات بسیار نزدیک به تخت است (انحنای نزدیک به صفر)؛ یعنی هندسه اقلیدسی با دقت بالایی در بیشتر نقاط جهان صادق است. همچنین به نظر می‌رسد که توپولوژی جهان، حداقل در مقیاس جهان قابل مشاهده، یک توپولوژی همبند ساده قابل مقایسه با کره است. هرچند که مشاهدات کنونی نمی‌تواند این احتمال را نیز رد کند که جهان ممکن است ابعاد بیشتری داشته باشد (چنان‌که در نظریه ریسمان نیز پیشنهاد شده) و توپولوژی سراسری فضازمان آن نیز ممکن است همبند چندگانه باشد؛ مانند توپولوژی‌های استوانه‌ای و چنبره‌ای در فضاهای دوبعدی. معمولاً فضازمان جهان با دیدگاه اقلیدسی تفسیر می‌شود که فضا شامل سه بعد و زمان شامل بعد دیگری است به بعد چهارم از آن یاد می‌شود. با ترکیب فضا و زمان در یک خمینه به نام فضای مینکوفسکی، فیزیکدانان بسیاری از نظریه‌های فیزیکی را ساده‌تر کرده و همچنین توصیف یکنواخت‌تری برای پدیده‌ها در هر دو مقیاس فراکهکشانی و زیراتمی را ارائه داده‌اند.
رویدادهای فضازمان را نمی‌توان به صورت مطلق از نظر فضایی و زمانی تعریف نمود، بلکه به حرکت ناظر بستگی دارند. فضای مینکوفسکی تقریبی از جهان بدون گرانش است و خمینه‌های شبه‌ریمانی نسبیت عام فضازمان با ماده و گرانش را توصیف می‌کنند.

### شکل
نظریه نسبیت عام چگونگی خمیده شدن فضازمان توسط ماده و انرژی را توصیف می‌کند. توپولوژی یا هندسه جهان، شامل هندسه محلی در جهان قابل مشاهده و همچنین هندسه سراسری می‌شود. کیهان‌شناسان اغلب با یک برش شبه‌فضا از فضازمان کار می‌کنند که مختصات همراه نامیده می‌شود. آن بخش از فضازمان که قابل‌مشاهده است، یک مخروط نوری در جهت گذشته است که حدود افق کیهان‌شناسی را مشخص می‌کند. افق کیهان‌شناسی (که با نامهای افق ذره و افق نور نیز شناخته می‌شود) حداکثر فاصله‌ای از ناظر است که ذرات با توجه به سن کنونی جهان برای پیمودن آن و رسیدن به ناظر زمان کافی داشته‌اند. این افق نمایانگر مرز بین جهان قابل مشاهده و نواحی غیرقابل مشاهده جهان است. وجود، ویژگی‌ها و اهمیت افق کیهان‌شناسی به مدل کیهان‌شناسی بستگی دارد.
پارامتر مهمی که تعیین‌کننده آینده تکامل جهان است، پارامتر چگالی(Ω) نام دارد که به صورت چگالی متوسط ماده جهان تقسیم بر مقدار بحرانی این چگالی تعریف می‌شود. بسته به اینکه Ω برابر، کوچک‌تر یا بزرگ‌تر از ۱ باشد، شکل جهان به ترتیب تخت، باز و بسته خوانده می‌شود.
بر طبق مشاهدات به دست‌آمده از منابعی همچون کاوشگر زمینه کیهان (COBE)، کاوشگر ناهمسان‌گرد ریزموجی ویلکینسون (WMAP) و نقشه‌های ماهواره پلانک از تابش زمینه کیهانی، به نظر می‌رسد که جهان از نظر اندازه نامتناهی است اما طول عمری متناهی دارد که توسط مدل‌های فریدمان-لومتر-رابرتسون-واکر (FLRW) نیز توصیف شده‌بود.به همین دلیل این مدل‌های FLRW با مدل‌های تورمی و مدل استاندارد کیهان‌شناسی که جهان را تخت، همگن و در تسلط ماده تاریک و انرژی تاریک توصیف می‌کنند، همخوانی دارند.

### امکان حیات
ممکن است جهان ما یک جهان تنظیم‌شده باشد. فرضیه جهان تنظیم‌شده پیشنهاد می‌دهد که شرایطی که مقدمات پیدایش حیات قابل مشاهده در جهان را فراهم می‌سازد، تنها برای بازه بسیار کوچکی از مقادیر ممکن ثابتهای بنیادی فیزیک امکانپذیر است؛ یعنی اگر مقادیر ثابتهای فیزیکی حتی اندکی از مقادیر کنونی آن متفاوت بودند، احتمالاً اصلاً ماده و متعاقب آن ساختارهای نجومی و حیات به‌وجود نمی‌آمد. این فرضیه موضوع بحث فلاسفه، دانشمندان، خداشناسان و پیروان آفرینش‌گرایی است.

## ترکیب
جهان تقریباً به‌طور کامل از انرژی تاریک، ماده تاریک و ماده معمولی تشکیل شده است. سایر محتویات آن تابش الکترومغناطیسی (که میزان آن از ۰٫۰۰۵٪ تا ۰٫۰۱٪ تخمین زده می‌شود) و ضدماده است.
نسبت مقادیر مختلف همه اشکال ماده و انرژی موجود در جهان در طول زمان تغییر کرده است. در دو میلیارد سال گذشته مقدار کل تابش الکترومغناطیسی تولید شده در گیتی به نصف کاهش یافته است. امروزه ماده معمولی که سازنده اتم‌ها ستارگان، کهکشان‌ها و زندگی است، تنها ۴٫۹٪ از محتوای گیتی را تشکیل داده است. در حال حاضر چگالی کل این شکل از ماده بسیار کم و تقریباً برابر با ۳۱−۱۰ × ۴٫۴ گرم در سانتیمتر مکعب است که معادل چگالی در حد تنها یک پروتون در هر متر مکعب می‌باشد. ماهیت ماده تاریک و انرژی تاریک ناشناخته است. ماده تاریک گونه مبهمی از ماده است که هنوز شناسایی نشده و در حدود ۲۶٫۸٪ از محتوای جهان را تشکیل می‌دهد. انرژی تاریک که انرژی فضای خالی است و باعث شتاب‌دار شدن انبساط گیتی شده است، ۶۸٫۳٪ از محتوای جهان را تشکیل می‌دهد.
توزیع ماده، ماده تاریک و انرژی تاریک در سراسر گیتی در فواصل بزرگتر از ۳۰۰ میلیون سال نوری، یکنواخت و همگن است. اما در مقیاس‌های طولی کوتاهتر مواد تشکیل توده می‌دهند؛ بسیاری از اتمها متمرکز شده و تشکیل ستاره می‌دهند و بیشتر ستارگان گرد هم آمده و کهکشان‌ها را می‌سازند، بیشتر کهکشان‌ها در کنار هم تشکیل خوشه، ابرخوشه و در نهایت رشته‌کهکشان‌های عظیم را شکل می‌دهند. جهان قابل مشاهده شامل حدود ۲۰۰ میلیارد کهکشان
و (۱‎×۱۰۲۴) ستاره است (بیشتر از تعداد تمام دانه‌های شن روی زمین).
اندازه کهکشان‌ها به‌طور معمول در طیفی از کهکشانهای کوتوله با کمتر از ده میلیون (۱۰۷) ستاره، تا کهکشان‌های غول‌پیکر با یک تریلیون (۱۰۱۲) ستاره، متغیر است. در بین این ساختارها فضاهای پوچ هستند که قطری بین با ۱۰–۱۵۰ مگاپارسک (۳۳–۴۹۰ میلیون سال نوری) دارند. کهکشان راه شیری در گروه محلی کهکشان‌ها قرار دارد که خود درون ابرخوشه لانیاکیا قرار دارد. طول این ابرخوشه در حدود ۵۰۰ میلیون سال نوری است در حالی که اندازه گروه محلی در حدود ۱۰ میلیون سال نوری است. در جهان نواحی بسیار گسترده‌ای از فضاهای نسبتاً خالی نیز وجود دارند؛ بزرگ‌ترین ناحیه پوچ شناخته شده پهنایی برابر با ۱٫۸ میلیارد سال نوری (۵۵۰ مگاپارسک) دارد.
جهان قابل مشاهده در مقیاس‌های بسیار بزرگتر از ابرخوشه‌ها همسانگرد است؛ یعنی از روی زمین، ویژگی‌های آماری جهان در همه جهات یکسان هستند. جهان در یک تابش ریزموج بسیار همسانگرد غوطه‌ور است که متناظر با یک طیف تعادل گرمایی جسم سیاه با دمای تقریبی ۲٫۷۲۵۴۸ درجه کلوین است. این فرضیه که جهان در مقیاس‌های بزرگ همگن و همسانگرد است، اصل کیهان‌شناختی نام دارد. جهانی که همگن و همسانگرد باشد از تمام زوایای دید یکسان به نظر می‌رسد و مرکزی ندارد.

### انرژی تاریک
دلیل شتاب گرفتن انبساط گیتی همچنان در هاله‌ای از ابهام قرار دارد. اغلب دلیل آن را به وجود شکل ناشناخته‌ای از انرژی به نام انرژی تاریک نسبت می‌دهند که پنداشته می‌شود در سراسر فضا نفوذ کرده است. اگر از دیدگاه هم‌ارزی جرم و انرژی به موضوع نگاه کنیم، چگالی انرژی تاریک (۳۰−۱۰×۷~ گرم بر سانتیمتر مکعب) بسیار کمتر از چگالی ماده معمولی یا ماده تاریک موجود در کهکشانهاست. اما امروزه در دوره انرژی تاریک جرم-انرژی گیتی را در تسلط خود دارد زیرا در پهنه فضا به شکل یکنواختی گسترده است.
دو شکل پیشنهاد شده برای انرژی تاریک عبارتند از ثابت کیهانی، یک چگالی انرژی ثابت که به شکل همگن فضا را پرکرده است و میدان‌های اسکالر مانند اثیر یا مدولی کمیتهای دینامیکی هستند که چگالی انرژی آن‌ها در فضا و زمان متغیر است. ثابت کیهانی را می‌توان به گونه‌ای فرمول‌بندی کرد که با انرژی خلاء هم‌ارز باشد. میدان‌های اسکالری که میزان ناهمگنی ناچیزی دارند به سختی از یک ثابت کیهانی قابل تمایزند.

### ماده تاریک
ماده تاریک یک نوع فرضی از ماده است که برای کل طیف الکترومغناطیسی نامریی است اما بیشترین نوع ماده موجود در گیتی است. وجود و ویژگی‌های ماده تاریک از آثار گرانشی‌اش بر روی ماده مرئی، تابش و ساختار بزرگ-مقیاس گیتی، نتیجه‌گیری می‌شود. به جز نوترینوها که شکلی از ماده تاریک داغ هستند، تاکنون هیچ گونه‌ای از ماده تاریک به‌طور مستقیم مشاهده نشده است و به یکی از بزرگ‌ترین اسرار اخترفیزیک نوین تبدیل شده است. ماده تاریک هیچ گونه نور یا هر تابش الکترومغناطیسی دیگری را جذب یا منتشر نمی‌کند. تخمین زده می‌شود که ماده تاریک ۲۶٫۸٪ کل جرم-انرژی گیتی و ۸۴٫۵٪ کل ماده موجود در گیتی را تشکیل می‌دهد.

### ماده معمولی
۴٫۹٪ باقی‌مانده جرم-انرژی گیتی، ماده معمولی است که از اتمها، یونها، الکترون‌ها و ترکیبات آنها، تشکیل می‌شود. ستارگان نیز از این نوع ماده تشکیل شده‌اند که تقریباً کل نوری که از کهکشان‌ها به ما می‌رسد را آن‌ها تولید می‌کنند و همچنین منشأ پیدایش گازهای میان‌ستاره‌ای در فضاهای میان‌ستاره‌ای و میان‌کهکشانی، سیارات و هر جسمی که در طول روز می‌بینیم و لمس می‌کنیم، هستند. واقعیت این است که بیشتر ماده معمولی موجود در گیتی هنوز دیده نشده است، زیرا ستارگان و گاز درون کهکشان‌ها تنها ۱۰ درصد از سهم ماده معمولی در چگالی جرم-انرژی گیتی را تشکیل می‌دهند.
ماده معمولی عموماً در ۴ حالت (یا فاز) وجود دارد :جامد، مایع، گاز و پلاسما. اما پیشرفت در تکنیک‌های آزمایشگاهی حالتهای دیگری را نیز که پیش از این صرفاً جنبه نظری داشتند، آشکار کرده است. از جمله این حالت‌ها می‌توان به چگالش بوز-اینشتین و چگال فرمیونی اشاره نمود.
ماده معمولی از دو ذره بنیادی ساخته شده است: کوارک و لپتون مثلاً پروتون از دو کوارک بالا و یک کوارک پایین تشکیل می‌شود؛ نوترون از دو کوارک پایین و یک کوارک بالا ساخته می‌شود؛ و الکترون نوعی لپتون است. اتم یک هسته اتمی دارد که از پروتون و نوترون ساخته شده و الکترون‌هایی که در مدارهای اطراف هسته می‌چرخند. از آنجا که بیشتر جرم اتم در هسته آن است که از باریون تشکیل شده، اخترشناسان اغلب از واژه ماده باریونی برای توصیف ماده معمولی استفاده می‌کنند، هرچند که بخش اندکی از این «ماده باریونی» را الکترون‌ها تشکیل می‌دهند.
اندکی پس از مه‌بانگ، پروتون‌ها و نوترون‌های نخستین از سرد شدن پلاسمای کوارک-گلوئون گیتی اولیه به میزان ۲ تریلیون درجه پدید آمدند. چند دقیقه بعد در فرایندی به نام هسته‌زایی مه‌بانگ هسته‌ها از پروتون‌ها و نوترون‌های نخستین شکل گرفتند. این فرایند هسته‌زایی سبب پیدایش عناصر سبک‌تر با اعداد اتمی کوچک (حداکثر به سنگینی لیتیم و بریلیم) شد. اما فراوانی عناصر سنگین‌تر با افزایش عدد اتمی به شدت کاهش می‌یابد. ممکن است میزان اندکی بور در این زمان به وجود آمده‌باشد اما از عنصر سنگین‌تر بعدی یعنی کربن میزان قابل توجهی در این فرایند به وجود نیامد. هسته‌زایی مه‌بانگ پس از ۲۰ دقیقه به دلیل افت شدید دما و چگالی گیتی در حال انبساط پایان یافت. شکل‌گیری عناصر سنگین‌تر در آینده از هسته‌زایی ستاره‌ای و هسته‌زایی ابرنواختری نتیجه شد.

### ذرات
ماده معمولی و نیروهایی که برآن اثر می‌کنند را می‌توان با توجه به ذرات بنیادی توصیف نمود. این ذرات را بنیادی می‌نامند زیرا ساختار آن‌ها ناشناخته است و هنوز مشخص نیست که آیا آن‌ها از ذرات کوچکتر و بنیادی‌تری ساخته‌شده‌اند یا خیر. در این میان مدل استاندارد اهمیت کلیدی دارد. مدل استاندارد نظریه‌ای است که با برهمکنش‌های الکترومغناطیسی یا هسته‌ای قوی و ضعیف سروکار دارد. آزمایش‌های تجربی وجود ذرات سازنده ماده: کوارک‌ها و لپتون‌ها و همزادهای ضدماده آن‌ها و همچنین ذرات نیرویی که واسطه برهمکنش‌ها هستند: فوتون‌ها، بوزون‌های دبلیو و زد و گلوئون‌ها، همگی مدل استاندارد را تأیید می‌کنند. مدل استاندارد وجود بوزون هیگز که به تازگی کشف شد را پیش‌بینی کرده‌بود، ذره‌ای که تجلی میدانی در جهان است که به ذرات جرم می‌بخشد. به خاطر موفقیت در توضیح طیف وسیعی از نتایج تجربی، گاهی مدل استاندارد را با نام نظریه تقریباً همه‌چیز می‌شناسند. هرچند که مدل استاندارد گرانش را توصیف نمی‌کند و یک نظریه همه‌چیز واقعی نیرو-ذره هنوز مطرح نشده است.

#### هادرون
هادرون یک ذره مرکب است که از کوارک‌هایی تشکیل می‌شود که توسط نیروی هسته‌ای قوی کنار یکدیگر نگه‌داشته شده‌اند. هادرون‌ها را به دو دسته تقسیم می‌کنند: باریون‌ها (مثل پروتون و نوترون) که از سه کوارک تشکیل شده‌اند و مزون‌ها (مانند پیون) که از یک کوارک و یک ضد کوارک تشکیل شده‌اند. از میان هادرون‌ها پروتون‌ها پایدار هستند و همچنین نوترون‌هایی که محدود به هسته اتم هستند نیز پایدارند. سایر هادرون‌ها در شرایط معمولی ناپایدارند و اجزای کم‌اهمیت‌تری از گیتی به‌شمار می‌روند. پس از تقزیبا ۶−۱۰ ثانیه از مه‌بانگ، در طی دوره‌ای به نام دوره هادرون، دما گیتی به اندازه کافی کاهش یافت تا کوارک‌ها بتوانند به هم بپوندند و هادرون‌ها را تشکیل دهند و جرم گیتی در تسلط هادرون‌ها بود. در ابتدا دما به اندازه‌ای بالا بود که امکان پدید آمدن جفت‌های هادرون-ضد هادرون وجود داشت و ماده و ضد ماده در تعادل گرمایی بودند. اما با کاهش دمای گیتی دیگر جفتهای هادرون-ضد هادرون تشکیل نمی‌شد. بیشتر هادرون‌ها و ضدهادرون‌ها در واکنش‌های نابودسازی ذره-پاد ذره از بین رفتند و پس از یک ثانیه از عمر گیتی، تنها میزان اندکی از هادرون‌ها باقی ماند.: ۲۴۴–۶۶ 

#### لپتون
لپتون یک ذره بنیادی با اسپین نیمه‌صحیح است که در برهم‌کنش‌های هسته‌ای قوی شرکت نمی‌کند اما در اصل طرد پاولی صدق می‌کند. دو لپتون از یک گونه نمی‌توانند هم‌زمان با هم در وضعیت‌های یکسانی قرار داشته باشند. دو رده اصلی از لپتون‌ها وجود دارد: لپتون‌های باردار (لپتون‌های الکترون-مانند) و لپتون‌های خنثی (نوترینوها). الکترون‌ها پایدار هستند و معمول‌ترین نوع لپتون باردار در گیتی هستند، در حالیکه میون و تاو ناپایدارند و پس از به وجود آمدن در برخوردهای پرانرژی به سرعت واپاشی می‌شوند. لپتون‌های باردار می‌توانند با بقیه ذرات ترکیب شوند و ذرات مرکبی مانند اتم و پوزیترونیم بسازند. الکترون تقریباً بر کل شیمی حکمرانی می‌کند زیرا در اتم‌ها یافت می‌شود و به خواص شیمیایی مرتبط است. نوترینوها به ندرت برهمکنشی با هرچیز دیگری دارند و به همین دلیل به ندرت مشاهده می‌شوند. نوترینوها در سراسر گیتی جریان دارند اما به ندرت با ماده معمولی برهمکنشی دارند.
دوره لپتون، دروه‌ای در تکامل گیتی بود که در آن جرم گیتی در تسلط لپتون‌ها بود. این دوره تقریباً یک ثانیه پس از مه‌بانگ آغاز شد؛ یعنی زمانی که اکثر هادرون‌ها و ضدهادرون‌ها یکدیگر را در پایان دروه هادرون نابود کرده‌بودند. در حین دوره لپتون دمای گیتی هنوز برای تشکیل جفتهای لپتون-ضدلپتون کافی بود و بنابراین لپتون‌ها و ضدلپتون‌ها در تعادل گرمایی بودند. تقریباً ۱۰ ثانیه پس از مه‌بانگ دمای گیتی آنقدر کاهش یافته بود که دیگر امکان تشکیل جفت‌های لپتون-ضد لپتون وجود نداشت. بیشتر لپتون‌ها و ضدلپتون‌ها در واکنش‌های نابودسازی از بین رفتند و میزان اندکی از آن‌ها باقی ماند. در این زمان گیتی وارد دوره فوتون می‌شد و جرم گیتی در تسلط فوتون بود.

#### فوتون
فوتون کوانتوم نور و سایر اشکال تابش الکترومغناطیسی است. فوتون ذره حامل نیرو برای نیروی الکترومغناطیسی است. آثار این نیرو به سادگی در مقیاس‌های ماکروسکوپیک و میکروسکوپیک قابل مشاهده است زیرا فوتون جرم سکونی برابر صفر دارد؛ و این اجازه برهمکنش در فواصل دور را می‌دهد. مانند همه ذرات بنیادی فوتون‌ها در حال حاضر توسط مکانیک کوانتومی به خوبی توضیح داده می‌شوند و ویژگی دوگانگی موج و ذره از خود نمایش می‌دهند.
دوره فوتون در حدود ۱۰ ثانیه پس از مه‌بانگ و وقتی آغاز شد که در پایان دوره لپتون بیشتر لپتون‌ها و ضدلپتون‌ها در واکنش‌های نابودسازی از بین رفته‌بودند. هسته‌های اتمی در فرایند هسته‌سازی که در نخستین دقایق دوره فوتون رخ داد، پدید آمده‌بودند. در باقی دوران فوتون گیتی شامل یک پلاسمای داغ از هسته‌ها الکترون‌ها و فوتون‌ها بود. پس از گذشت ۳۸۰۰۰۰ سال از مه‌بانگ دمای گیتی تا حدی کاهش یافت که هسته می‌توانست با الکترون‌ها تشکیل شده و اتم‌های خنثی تشکیل دهد. در نتیجه دیگر فوتون‌ها برهمکنش‌های پرشماری با ماده نداشتند و گیتی شفاف شد. فوتون‌ها با انتقال به سرخ بسیار بالا از این دوره تابش زمینه کیهانی (CMB) را شکل می‌دهند. تغییرات جزئی در دما و چگالی تابش زمینه کیهانی نخستین بذرهای تشکیل ساختار بودند که بعدها رخ داد.: ۲۴۴–۶۶ 

## مدل‌های کیهان‌شناسی

### مدل جهان بر اساس نسبیت عام
نسبیت عام نظریه هندسی گرانش است که توسط آلبرت اینشتین در سال ۱۹۱۵ ارائه شد و توصیف کنونی گرانش در فیزیک نوین است. پایه مدل‌های کیهان‌شناسی کنونی از جهان است. نسبیت عام، نظریه‌های نسبیت خاص و قانون جهانی گرانش نیوتن را تعمیم می‌دهد و توصیفی یکپارچه از گرانش به عنوان یک ویژگی هندسی فضا و زمان یا فضازمان ارائه می‌کند. خمش فضازمان با انرژی و تکانه همه ماده و تابش موجود رابطه مستقیمی دارد. این رابطه توسط معادلات میدان اینشتین توصیف می‌شود که یک سیستم معادلات دیفرانسیل جزئی است. در نسبیت عام، توزیع ماده و انرژی تعیین‌کننده هندسه فضازمان و آن نیز به نوبه خود توصیف‌کننده شتاب ماده است؛ بنابراین پاسخهای معادلات میدان اینشتین تکامل جهان را توصیف می‌کنند. معادلات نسبیت عام با ترکیب شدن با اندازه‌گیری‌های مقدار، نوع و توزیع ماده در جهان می‌توانند تکامل جهان در گذر زمان را توصیف کنند.
با پذیرفتن اصل کیهان‌شناسی که بیان می‌کند جهان در همه‌جا همگن و همسانگرد است، یکی از پاسخهای ویژه برای معادلات میدان به دست می‌آید که تانسور متریکی است به نام متریک فریدمان-لومتر-رابرتسون-واکر،
{\displaystyle ds^{2}=-c^{2}dt^{2}+R(t)^{2}\left({\frac {dr^{2}}{1-kr^{2}}}+r^{2}d\theta ^{2}+r^{2}\sin ^{2}\theta \,d\phi ^{2}\right)}
که در آن (r, θ, φ) متناظر با یک سیستم مختصات کروی است. این متریک تنها دو پارامتر نامعین دارد. یک فاکتور مقیاس طول بدون بعد R مقیاس اندازه جهان را به صورت تابعی از زمان توصیف می‌کند؛ افزایش مقدار R به معنی انبساط جهان است. یک شاخص خمش k هندسه جهان را توصیف می‌کند. شاخص k به شکلی تعریف شده که مقدار آن تنها می‌تواند صفر، متناظر با هندسه اقلیدسی تخت؛ ۱، متناظر با فضایی انحنای مثبت؛ و ۱-، متناظر با فضایی با خمیدگی مثبت یا منفی باشد. مقدار R به عنوان تابعی از زمان به k و ثابت کیهانی بستگی Λ دارد. ثابت کیهانی نماینده چگالی انرژی خلاء فضاست و ممکن است با انرژی تاریک مرتبط باشد. معادله‌ای که تغییرات R در زمان را توصیف می‌کند معادلات فریدمان نام دارد که از روی نام مبتکر آن الکساندر فریدمان گرفته شده است.
پاسخ‌های R به k و Λ بستگی دارد اما برخی ویژگی‌های کیفی این پاسخ‌ها عمومی هستند. نخست و مهم‌تر از همه، مقیاس طول R جهان فقط در صورتی ثابت می‌ماند که جهان کاملاً همسانگرد و با انحنای مثبت (k=۱) باشد و چگالی همه نقاط آن دقیقاً برابر با یک مقدار مشخص باشد. هرچند که این تعادل ناپایدار است: زیر جهان در مقیاس‌های کوچکتر ناهمگن است و در نتیجه مقدار R باید با زمان تغییر کند. وقتی R تغییر کند همه فواصل فضایی در جهان تغییر خواهند کرد؛ یعنی خود فضا نیز دچار انبساط یا انقباض خواهد شد. این موضوع توضیح می‌دهد که چرا کهکشان‌ها از هم دور می‌شوند؛ زیرا فضای میان آن‌ها در حال کشیده‌شدن است. کشیده‌شدن فضا همچنین توضیحی برای این پارادوکس ظاهری ارائه می‌دهد که چگونه می‌شود دو کهکشان ۴۰ میلیارد سال نوری از هم فاصله داشته باشند در حالیکه هر دوی آن‌ها ۱۳٫۸ میلیارد سال قبل در یک نقطه بوده‌اند و هرگز نمی‌توانسته‌اند سریعتر از نور هم حرکت کنند.
دوم اینکه از تمام پاسخ‌ها چنین برمی‌آید که یک تکینگی گرانشی در گذشته وجود داردکه در آن R برابر صفر و ماده و انرژی بی‌نهایت فشرده بوده‌اند. ممکن است به نظر برسد که این نتیجه‌گیری نامطمئن است زیرا بر پایه فرض قابل بحث همگنی و همسانگردی جهان بنا شده است و همچنین بر این اصل که تنها نیروی گرانشی است که نقش مهمی دارد. اما قضایای تکینگی پنروز-هاوکینگ نشان می‌دهند که نقطه تکینگی در شرایط عمومی نیز باید وجود داشته باشد؛ بنابراین طبق معادلات میدان اینشتین، R به سرعت از حالت بسیار داغ و چگال که بلافاصله پس از تکینگی به وجود آمد، افزایش یافت؛ این موضوع عصاره مدل مه‌بانگ است. درک تکینگی مه‌بانگ احتمالاً نیاز به یک نظریه گرانش کوانتومی دارد که هنوز به‌دست نیامده است.
سوم اینکه شاخص خمش k علامت مقدار متوسط خمش فضایی فضازمان را مشخص می‌کند که در یک بازه طولی به اندازه کافی بزرگ (بزرگتر از یک میلیارد سال نوری) به دست آمده است. اگر k=۱ باشد، خمش مثبت است و حجم جهان متناهی است. چنین جهانی را اغلب به شکل یک کره سه‌بعدی قرارگرفته در یک فضای چهار بعدی تصور می‌کنند. متقابلاً اگر k صفر یا منفی باشد، حجم جهان بی‌نهایت است. شاید دور از ذهن به نظر برسد که یک جهان بی‌نهایت و در عین حال بی‌نهایت چگال می‌تواند در یک لحظه در مه‌بانگ وقتی R=۰ پدید آید، اما این دقیقاً چیزی است که توسط ریاضیات وقتی k برابر با ۱ نباشد، پیش‌بینی می‌شود. برای مقایسه در نظر بگیرید که یک صفحه تخت خمش صفر دارد اما مساحتش بی‌نهایت است در حالیکه یک استوانه بی‌نهایت در یک جهت متناهی است و یک چنبره در هر دو جهت متناهی است. یک جهان چنبره‌ای ممکن است مانند یک جهان عادی با شرایط مرزی متناوب رفتار کند؛ یعنی فردی که از یک مرز خارجی فضا به بیرون می‌رود به‌طور هم‌زمان در نقطه مرزی دیگری به درون فضا وارد می‌شود.
سرانجام نهایی جهان هنوز ناشناخته است، زیرا به میزان زیادی به شاخص خَمِش k و ثابت کیهانی Λ بستگی دارد. اگر جهان به حد کافی چگال باشد، k برابر ۱ می‌شود و میانگین خَمِش جهان مثبت است و جهان در نهایت طی یک مه‌رمب در خود فرو می‌ریزد و ممکن است طی یک مه‌جهش جهان دیگری به‌وجود می‌آید. اما اگر جهان به‌اندازهٔ کافی چگال نباشد k برابر با ۰ یا ۱− می‌شود و جهان تا ابد منبسط می‌شود و دمای آن کاهش می‌یابد تا اینکه سرانجام برای همه حیات موجود در آن غیرقابل سکونت می‌شود و ستارگان می‌میرند و کل ماده به درون سیاهچاله‌ها سقوط می‌کند (انجماد بزرگ و مرگ گرمایی جهان). همان‌طور که پیشتر اشاره شد داده‌های جدید نشانگر آن است که برخلاف انتظار سرعت انبساط جهان در حال کاهش نیست، بلکه افزایش می‌یابد و چنانچه این روند به مدت نامحدود ادامه یابد جهان سرانجام از هم خواهد گسست (مه‌گسست). بنا بر داده‌های تجربی جهان چگالی نزدیک به میزان بحرانی بین سقوط مجدد و انبساط ابدی دارد.

### فرضیه چندجهانی
بنا بر برخی گمانه‌زنی‌های نظری، این جهان تنها یکی از مجموعه جهان‌های غیرمتصلی است که در مجموع از آن‌ها با عنوان چندجهانه یاد می‌شود و از این طریق تعریف‌های محدودتر از جهان را به چالش می‌کشند. مدل‌های علمی نظریه چندجهانی را باید از مفاهیمی همچون واقعیت شبیه‌سازی‌شده متمایز کرد.
مکس تگمارک یک طرح طبقه‌بندی چهاربخشی برای انواع مختلف نظریه‌های چندجهانی که دانشمندان مختلف در پاسخ به مسائل مختلف فیزیکی ارائه داده‌اند؛ پیشنهاد داد. نمونه‌ای از این نظریه‌ها مدل انبساط آشوبناک برای جهان اولیه است.
مثال دیگر تفسیر دنیاهای چندگانه در مکانیک کوانتومی است. جهان‌های موازی به شیوه‌ای شبیه به برهم‌نهی کوانتومی و ناهمدوسی کوانتومی ایجاد می‌شوند، هر یک از حالات تابع موج در دنیاهای جداگانه‌ای به واقعیت می‌پیوندد. در تعبیر دنیاهای چندگانه، چند جهانی به شکل یک تابع موج جهانی تکامل می‌یابد.
در طبقه‌بندی تگمارک، نظریه‌هایی که اختلاف نظر کمتری بر سر آنهاست اما همچنان بحث‌انگیز هستند، نظریه‌های سطح یک هستند. چندجهانی‌های این سطح از رویدادهای دوردست فضازمان در جهان خودمان ساخته شده‌اند. تگمارک و سایرین چنین گفته‌اند که اگر فضا بی‌نهایت باشد یا به اندازه کافی بزرگ و یکنواخت باشد، نمونه‌های یکسانی از تاریخ حجم هابل زمین، مکرراً اتفاق خواهد افتاد. طبق محاسبات تگمارک نزدیک‌ترین جهان همزاد 1010115 متر از ما فاصله دارد (یک تابع نمایی دوبل که از گوگول‌پلکس بزرگتر است). اما این نظریات ماهیت بسیار بحث‌انگیزی دارند؛ و علاوه براین، غیرممکن است که بتوان از نظر علمی وجود یک حجم هابل یکسان پیشنهاد شده را راستی‌آزمایی کرد.
می‌توان فضازمانهای گسسته‌ای را در نظرگرفت که همه وجود دارند اما قادر به برهمکنش با یکدیگر نیستند. برای تصور کردن آن می‌توان گروهی از حباب‌های صابون مختلفی را درنظر گرفت که ناظر در یکی از آنها قرار دارد اما نمی‌تواند با آنهایی که در حبابهای دیگر هستند تعاملی داشته باشد.در زبان انگلیسی عموماً هر حباب صابون به شکل نکره جهان (universe) و فضازمانی که در آن هستیم به شکل معرفه the universe نامیده می‌شود. دقیقاً همان‌طور که قمر (moon) زمین the moon نامیده می‌شود. مجموعه کل این فضازمان‌های مجزا چندجهانی (multiverse) نامیده می‌شود.
جهان‌های مختلف در این مدل از نظر علی به هم متصل نیستند در اصل سایر جهانهای غیر متصل ممکن است ابعاد، توپولوژی فضازمان، اشکال ماده و انرژی و قوانین و ثوابت فیزیکی متفادتی داشته باشند، اگر چه این امکانات صرفاً در حد گمانه‌زنی هستند. سایرین هریک از این حبابها را به عنوان بخشی از تورم بی‌نظم می‌دانند که در اینصورت جهانها همه از یک ریشه علی به‌وجود می‌آیند.

## تکامل تاریخی مفاهیم
در طول تاریخ، مدل‌های بسیاری برای کیهان (کیهان‌شناسی) و چگونگی پیدایش آن (کیهان‌زایی) ارائه شده‌اند. نظریه‌های برپایه یک جهان غیرشخصی که قوانین فیزیکی بر آن حکمفرماست، نخستین بار توسط یونانی‌ها و هندی‌ها ارائه شدند. در فلسفه باستانی چین نیز مفهوم جهان به معنی کل فضا و زمان وجود داشت.
با گذشت قرن‌ها و پیشرفت مشاهدات نجومی و نظریه‌های حرکت و گرانش به دقیق‌ترین توصیف جهان در حال حاضر انجامیده است. دوران کیهان‌شناسی نوین با نظریه نسبیت عام آلبرت اینشتین در سال ۱۹۱۵ آغاز شد، که این امکان را به‌وجود آورد که بتوان به‌صورت کمی سرآغاز، تکامل و سرانجام جهان به‌عنوان یک کل را توضیح داد. بیشتر نظریات نوین در کیهان‌شناسی بر پایهٔ نسبیت عام یا به‌طور خاص بر پایهٔ مهبانگ بنا شده‌اند.

### افسانه‌شناسی
در بسیاری از فرهنگ‌ها داستان‌هایی در توصیف سرآغاز جهان وجود دارند. فرهنگ‌ها به‌طور کلی این داستان‌ها را تا حدی واقعی می‌دانند. اما باورهای متفاوتی در مورد جزییات در بین افرادی که معتقد به یک منشأ غیرمادی هستند وجود دارد. از فرهنگ‌هایی که خدا را خالق مستقیم جهان می‌دانند تا آنهایی که بر این باورند که خدا فقط چرخها را به حرکت درآورده (مثلاً از طریق مکانیزمهایی چون مه‌بانگ و فرگشت).
مردم‌شناس‌ها و انسان‌شناس‌هایی که اساطیر را مطالعه کرده‌اند، طرح‌خای مختلفی برای طبقه‌بندی تم‌های مختلف داستان‌های آفرینش ارائه داده‌اند.
مثلاً در یک گونه این داستان‌ها جهان از یک تخم کیهانی زاییده می‌شود. از زمره این‌گونه داستان‌ها می‌توان به شعر حماسی فنلاندی کالوالا، افسانه چینی پانگو یا افسانه هندی براهماندا پورانه اشاره نمود. در افسانه‌های مشابهی جهان به‌دست یک موجودیت یکتا آفریده شده است که از خود چیزی پراکنده یا تولید می‌نماید، مانند مفهوم آدی بودا در بودیسم تبتی، افسانه گایا (مادر زمین) در یونان باستان، الهه آزتک در افسانه کواتلیکوئه، داستان خدای مصر باستان به نام آتوم یا روایت آفرینش در کتاب آفرینش.
در گونه‌ای دیگر از این داستان‌ها جهان از اجتماع خدایان مؤنث و مذکر پدید آمده است، مانند رنگی و پاپا در افسانه مائوری. در دیگر داستان‌ها جهان با استفاده از مواد از پیش موجود همچون پیکر خدایان درگذشته - مثلاً از پیکر تیامات در حماسه بابلی انوما الیش یا از یمیر غول‌پیکر در اساطیر اسکاندیناوی - یا مواد پرهرج‌ومرج مانند ایزاناگی و ایزانامی در اساطیر ژاپن. در سایر داستان‌ها جهان از عناصری بنیادی منتشر می‌شود، مانند برهمن و پراکریتی
و یا یین و یانگ در تائو.
در افسانه‌های آفرینش ایرانی پیدایش جهان به یکی از ایزدان باستانی به نام زروان، که به او خدای زمان نیز گفته‌اند، نسبت داده شده است، که دو جهان برای دو پسر خود یعنی اورمزد و اهریمن آفرید. زروان زمان بیکران است و از این زمان بیکران، زمان کراندار جهان به‌وجود آمده است. پیش از خلقت جهان مینویی بوده و مکان و زمان وجود نداشته و هیچ ماده و حرکتی نیز در جهان نبوده است.

### مدل‌های فلسفی
از قرن ششم پیش از میلاد فیلسوفان یونانی پیشاسقراطی نخستین مدل‌های فلسفی شناخته شده از جهان را ایجاد نمودند. فیلسوفان یونانی نخستین متوجه شده‌بودند که ظاهر می‌تواند گمراه‌کننده باشد و از همین رو به دنبال درک واقعیت نهفته در پشت ظاهر بودند؛ به‌طور خاص آنها متوجه قابلیت تغییر شکل ماده (مثلاً یخ به آب به بخار) شده‌بودند و چندین فیلسوف بر پایه این مشاهده پیشنهاد دادند که همه مواد که در ظاهر متفاوت، شکل‌های مختلفی از یک ماده اولیه یا آرخه(به انگلیسی: arche) هستند. نخستین کسی که چنین پیشنهادی داد تالس بود که پیشنهاد نمود این ماده آب است. آناکسیماندروس، شاگرد تالس، پیشنهاد داد که همه چیز از آپایرون نامحدود آمده است. آناکسیماندروس عقیده داشت که باد به دلیل کیفیتهای جاذبه و دافعه آن باعث می‌شود که آرخه فشرده شود یا به شکل دیگری درآید. آناکساگوراس عنصر نوس (ذهن) را معرفی نمود. هراکلیتوس آتش را معرفی کرد و از لوگوس سخن گفت. امپدوکلس چهار عنصر پیشنهاد نمود: خاک، آب، باد و آتش. نظریه عناصر چهارگانه وی بسیار مورد توجه قرار گرفت. همانند فیثاغورس، افلاطون نیز بر این باور بود که همه چیز از عدد تشکیل شده است و عناصر امپدوکلس به شکل اجسام افلاطونی هستند. دموکریتوس و فیلسوفان بعدی — که مهمترینشان لئوکیپوس بود — پیشنهاد دادند که جهان از اتم‌های تجزیه‌ناپذیری تشکیل شده است که در خلاء حرکت می‌کنند. ارسطو باور نداشت که چنین چیزی امکانپذیر باشد زیرا هوا نیز مانند آب دربرابر حرکت مقاومت می‌کند. هوا به سرعت فضای خالی را پر می‌کند و علاوه بر آن بدون مقاومت، به میزان نامحدودی سریع خواهد بود.
اگرچه هراکلیتوس به تغییر ابدی اعتقاد داشت، پارمنیدس، فیلسوف تقریباً هم‌دوره او بر این باور بود که تغییر تنها یک توهم است. واقعیت نهفته تا ابد بدون تغییر و در سکون می‌ماند و ماهیت یکتایی دارد. پارامنیدس این واقعیت یکتا را به‌صورت τὸ ἐν (آن یگانه) نمایش داده است. نظریهٔ پارامنیدس به‌نظر بسیاری از فیلسوفان ناپذیرفتنی می‌نمود، اما یکی از شاگردان او به نام زنون الئایی با چندین پارادوکس معروف آن‌ها را به مجادله فراخواند. ارسطو با معرفی مفهوم بی‌نهایت قابل‌شمارش و همچنین پیوستار تقسیم‌پذیر تا بی‌نهایت، به این پارادوکس‌ها پاسخ داد.
کانادا، فیلسوف هندی و بنیان‌گذار مدرسهٔ وایششیکا، یک نظریه اتم‌گرایی معرفی کرد و پیشنهاد داد که نور و گرما اشکال مختلف یک ماده واحد هستند.
در قرن پنجم پیش از میلاد، دیگناگا، فیلسوف بودایی اتم‌گرا پیشنهاد نمود اکه اتم‌ها به اندازه نقطه و بدون زمان هستند و از انرژی ساخته شده‌اند. آن‌ها وجود ماده اولیه را رد کردند و اعتقاد داشتند حرکت در واقع برقهای لحظه‌ای جریانی از انرژی هستند.
نظریه متناهی‌گرایی زمانی برآمده از دکترین آفرینش مشترک در بین سه دین ابراهیمی بود: یهودیت، مسیحیت و اسلام. جان فیلوپونوس، فیلسوف مسیحی، استدلال‌هایی علیه مواضع فیلسوفان یونانی در مورد نامتناهی بودن گذشته و آینده ارائه داد. این استدلال‌ها توسط یکی از فیلسوفان اسلامی نخستین به نام ابویوسف کندی، فیلسوف یهودی به نام سعادیا گائون و متکلم اسلامی به نام امام محمد غزالی نیز استفاده شده است.

### مفاهیم نجومی

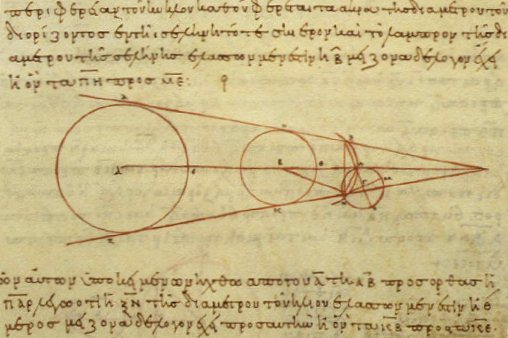
محاسبات اندازه نسبی از چپ به راست: خورشید، زمین و ماه. آریستارخوس ساموسی در قرن سوم پیش از میلاد، که از یک کپی یونانی در قرن دهم پس از میلاد گرفته شده است.

نخستین مدل‌های نجومی جهان اندکی پس از شروع اخترشناسی توسط اخترشناسان بابلی پیشنهاد شد. آن‌ها جهان را به شکل یک صفحه تخت می‌پنداشتند که در اقیانوسی غوطه‌ور است و این پیش‌زمینه نقشه‌های یونانی مانند نقشه‌های آناکسیماندروس و هکاتئوس بود.
بعدها اخترشناسان یونانی با مشاهده حرکت اجرام آسمانی به این اندیشه افتادند که مدل‌های ژرفتری از جهان را بر پایه شواهد تجربی ابداع کنند. نخستین مدل منطقی توسط اودوکسوس کنیدوسی ارائه شد. طبق تعبیر فیزیکی ارسطو از این مدل کره‌های آسمانی تا ابد با سرعت یکنواخت به دور زمین ثابت می‌گردند. ماده عادی کاملاً در درون کرهٔ خارجی قرار گرفته است.
در رساله «درباره جهان» (که پیش از ۲۵۰ قبل از میلاد یا بین ۳۵۰ و ۲۰۰ قبل از میلاد تألیف شد) چنین آمده که «پنج عنصر که در کره‌هایی در پنج ناحیه قرار گرفته‌اند و هر عنصری توسط عنصر بزرگتر از آن دربرگرفته شده (خاک با آب، آب با هوا، هوا با آتش و آتش با اتر)، کل جهان را می‌سازند.
این مدل توسط کالیپوس اصلاح شد و بعد از اینکه کره‌های هم‌مرکز از آن حذف شد با مشاهدات نجومیِ بطلمیوس تقریباً در سازگاری کامل بود.
موفقیت این مدل تا حدود زیادی مدیون این اصل ریاضی است که هر تابعی (مثلاً تابع موقعیت یک سیاره) را می‌توان به صورت مجموعه‌ای از توابع دایره‌ای (حالات فوریه) درآورد. سایر دانشمندان یونانی مانند فیلسوف مکتب فیثاغوری، فیلولائوس به این اصل رسیدند که در مرکز جهان یک آتش مرکزی قرار دارد که زمین، خورشید، ماه و سایر سیارات در حرکت دایره‌ای با سرعت یکنواخت به دور آن می‌چرخند.
آریستارخوس ساموسی، اخترشناس یونانی، نخستین فرد شناخته‌شده‌ای است که مدلی خورشیدمرکزی برای جهان ارائه داد. اگرچه متون اصلی وی گم شده‌اند، اما ارشمیدس در کتاب «جدول اعداد ماسه» به این مدل اشاره کرده و نظریهٔ خورشیدمرکزی وی را توصیف می‌کند. ارشمیدس چنین می‌نویسد (ترجمه از متن انگلیسی):

شما شاه گلون مستحضر هستید که جهان نامی است که بیشتر اخترشناسان برای کره‌ای برگزیده‌اند که مرکز آن مرکز زمین است و شعاع آن برابر طول خط مستقیمی است که از مرکز زمین به مرکز خورشید می‌رسد. همانگونه که از اخترشناسان به گوشتان رسیده است عقیدهٔ عموم بر این است. حال آنکه آریستارخوس کتابی بیرون داده است که شامل فرضیات مشخصی است که در آن به نظر می‌رسد در نتیجه فرض‌های صورت‌گرفته، جهان در حقیقت بسیار یزرگتر از «جهانی» است که پیشتر عرض کردم. فرضیات آن بر این است که ستارگان ثابت و خورشید حرکتی نداشته و زمین به دور خورشید و بر روی محیط یک دایره می‌گردد و خورشید در مرکز این مدار قرار دارد و کره ستارگان ثابت که در اطراف مرکز خورشید قرار گرفته‌اند به قدری بزرگ است که که دایره‌ای که بنا بر فرضیات وی زمین در آن به دور خورشید می‌گردد تنها کسر کوچکی از فاصلهٔ ستارگان ثابت است.

آریستاخوس اعتقاد داشت که ستارگان بسیار دور هستند و به همین دلیل هیچ‌گونه اختلاف منظری مشاهده نمی‌شود؛ یعنی ستارگان هنگامی که زمین به دور خورشید می‌گردد هیچ حرکتی نسبت به یکدیگر ندارند. ستارگان در واقع از آنچه به‌طور عمومی در دوران باستان می‌پنداشتند، بسیار دورتر هستند و به همین دلیل اختلاف‌منظر ستاره‌ای تنها با ابزارهای دقیق قابل اندازه‌گیری است. در آن دوران مدل زمین-مرکز که با اختلاف‌منظر سیاره‌ای همخوانی داشت را به‌عنوان توضیحی برای علت عدم مشاهدهٔ اختلاف‌منظر ستاره‌ای در نظر می‌گرفتند. آنچنانکه از ظواهر برمی‌آید مدل خورشید-مرکز قویاً رد شده بود، چنانچه در پاراگرافی از افلاطون چنین آمده است:

کلئانتس [یکی از فیلسوفان هم‌دوره آریستارخوس و سردسته رواقیون] فکر می‌کرد که وظیفه یونانی‌ها این بود که آریستارخوس ساموسی را به اتهام حرمت‌شکنی از طریق نسبت دادن حرکت به قلب جهان [زمین] محاکمه نمایند… او فکر می‌کند که آسمان ثابت است و زمین در مسیر دایره‌ای می‌گردد و هم‌زمان به دور محور خویش نیز می‌چرخد.

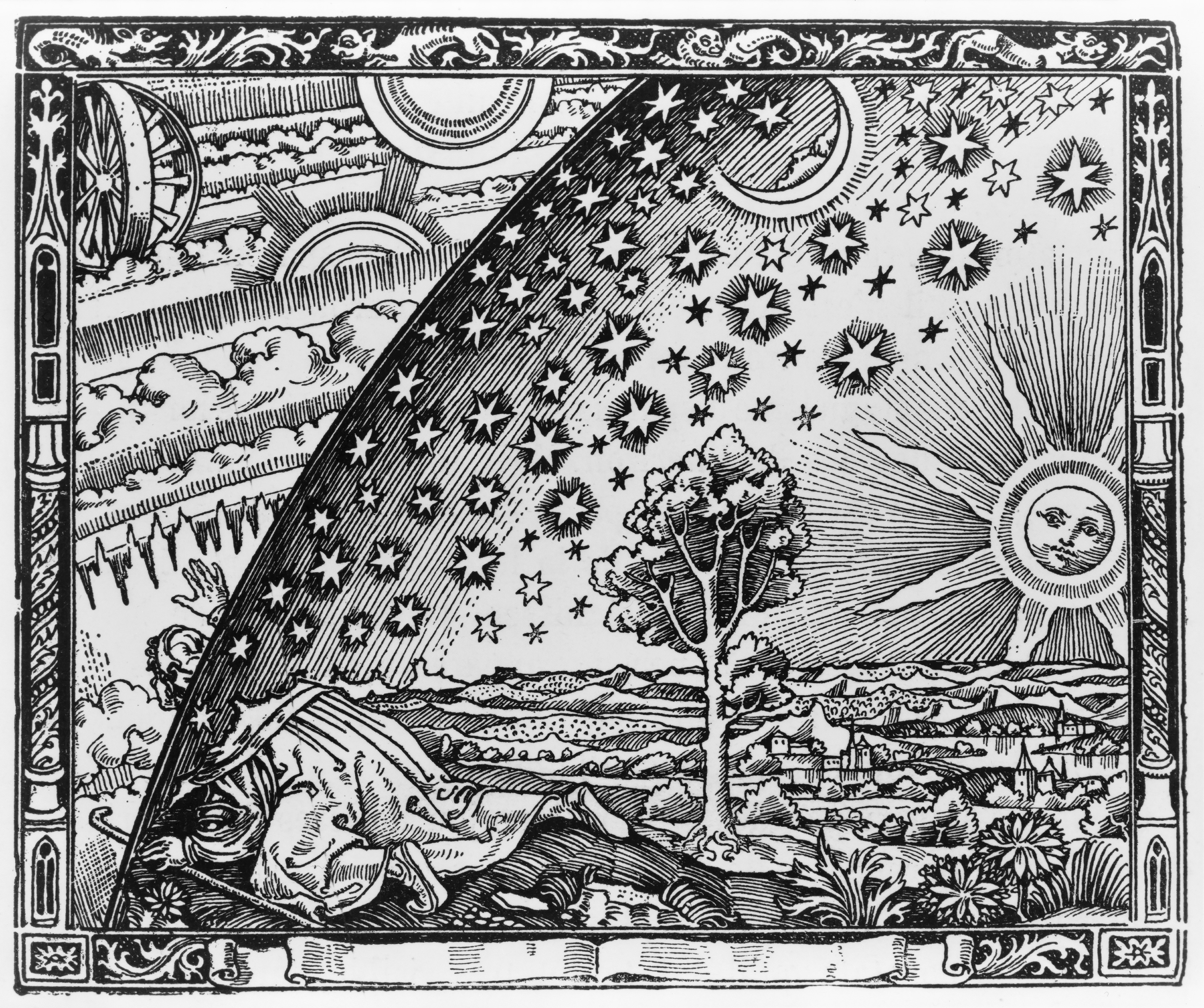
حکاکی فلاماریون، پاریس ۱۸۸۸

تنها نام شناخته شده دیگر از اخترشناسانی که از مدل خورشید-مرکز آریستارخوس حمایت نمود، سلوکوس سلوکیه‌ای است که اخترشناسی یونانی‌گرا (هلنیست) بود.
بنا بر نظر پلوتارک، سلوکوس نخستین کسی بود که مدل خورشید-مرکز را از راه استدلال اثبات نمود اما چگونگی استدلالش مشخص نیست. احتمالاً استدلال سلوکوس مرتبط با پدیدهٔ جزر و مد بوده است.
به نظر استرابو، سلوکوس نخستین کسی بود که بیان نمود جزر و مد ناشی از جاذبه ماه است و ارتفاع آن به موقعیت نسبی ماه به خورشید بستگی دارد. احتمال دیگر آن است که سلوکوس نظریه خورشید-مرکز را با استفاده از تعیین ثوابت یک مدل هندسی برای این نظریه و ابداع روش‌هایی برای محاسبه موقعیت سیارات با استفاده از این مدل، اثبات نموده بود، همانند کاری که کوپرنیک در قرن شانزدهم انجام داد.
در خلال قرون وسطی مدل‌های خورشید مرکز توسط آریابهاتا، اخترشناس هندی و همچنین ابوسعید سجزی و ابومعشر بلخی، اخترشناسان ایرانی نیز پیشنهاد شده‌اند.

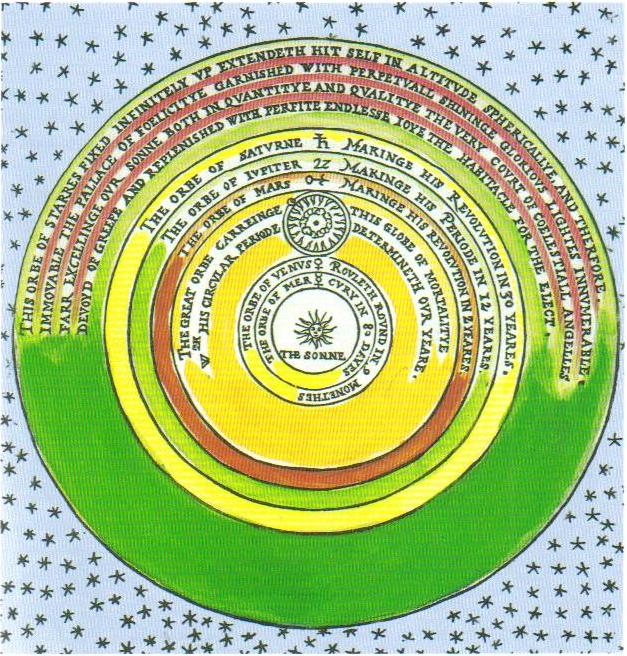
مدل کوپرنیکیِ جهان از توماس دیگز در سال ۱۵۷۶، با این اصلاح که ستارگان دیگر در یک کره قرار نمی‌گیرند، بلکه به‌طور یکنواختی در فضایی که سیارات را دربرمی‌گیرد پخش شده‌اند.

مدل ارسطویی تقریباً به مدت تقریباً دو هزاره مورد پذیرش جهان غرب بود تا اینکه کوپرنیک نظریهٔ آریستارخوس را احیا کرد و بیان نمود که داده‌های نجومی با فرض چرخش زمین به دور خود و با فرض قرارگرفتن خورشید در مرکز جهان همخوانی بهتری دارد.
خورشید در مرکز می‌آرمد. چه کسی می‌تواند این فانوس یک معبد بسیار زیبا را در جای دیگر و بهتری از اینجا قرار دهد که از آن بتواند همه‌چیز را هم‌زمان روشنایی بخشد؟— نیکلاس کوپرنیک، فصل ۱۰ از جلد اول «گردش افلاک آسمانی» (۱۵۴۳)
چنان‌که خود کوپرنیک اشاره می‌کند ایده چرخش زمین، ایده‌ای بسیار کهن است که دست‌کم به فیلولائوس (۴۵۰ پیش از میلاد)، هراکلیدس پونتیکوس (۳۵۰ پیش از میلاد) و اکفانتوس برمی‌گردد. یک قرن پیش از کوپرنیک نیز یک دانش‌پژوه مسیحی به نام نیکلاسِ کوسا نیز در کتاب «نادانی فراگرفته شده» (۱۴۴۰) خود پیشنهاد داد که زمین به دور محور خویش می‌چرخد.
ابوسعید سجزی نیز چنین پیشنهادی را مطرح نمود. نخستین شواهد تجربی برای چرخش زمین به دور خود با استفاده از پدیدهٔ دنباله‌دارها توسط خواجه نصیرالدین طوسی (۱۲۰۱–۱۲۷۴) و ملا علی قوشچی (۱۴۰۳–۱۴۷۴) ارائه شد.
این کیهان‌شناسی از جانب اسحاق نیوتن، کریستیان هویگنس و دانشمندان آتی مورد پذیرش قرار گرفت.
ادموند هالی(۱۷۲۰) و ژان-فیلیپ دو چساکس (۱۷۴۴) هریک به‌طور جداگانه اشاره نمودند که فرضیه یک فضای بی‌نهایت که به‌طور یکنواخت از ستارگان پر شده است به این می‌انجامد که آسمان شب باید به روشنی خود خورشید باشد. این موضوع در قرن نوزدهم با نام پارادوکس اولبرس شهرت یافت.
نیوتن باور داشت که یک فضای بی‌نهایت که به‌طور یکنواخت از ماده پر شده باشد باعث می‌شود که نیروهای بی‌نهایت و ناپایداری‌ها سبب می‌گردد که ماده تحت نیروی گرانش خود به درون خرد شود. این ناپایداری در سال ۱۹۰۲ با معیار ناپایداری جینز روشن شده بود.
یک پاسخ ممکن به این پارادوکس‌ها گیتی شارلیه است که در آن ماده به صورت سلسله‌مراتبی و به شکل فراکتالی تنظیم شده است، به گونه‌ای که چگالی گیتی آنقدر اندک است که قابل صرفنظر کردن است. چنین مدل کیهانی پیش از این در سال ۱۷۶۱ توسط یوهان هاینریش لمبرت نیز پیشنهاد شده بود.
مهم‌ترین پیشرفت اخترشناسی در قرن هجدهم کشف سحابی‌ها توسط توماس رایت و ایمانوئل کانت و دیگران بود.
در سال ۱۹۱۹ وقتی که تلسکوپ هوکر ساخته‌شد، دیدگاه غالب این بود که کل جهان تنها کهکشان راه شیری است. با استفاده از تلسکوپ هوکر، ادوین هابل متغیرهای دلتا قیفاووسی را در کهکشان‌های مارپیچی شناسایی کرده‌بود و در ۱۹۲۲–۱۹۲۳ ثابت نمود که سحابی زن برزنجیر و ان‌جی‌سی ۶۰۴ کهکشان‌های کاملی خارج از کهکشان ما هستند و در نتیجه ثابت کرد که جهان از چندین کهکشان تشکیل شده است.
دوران نوین کیهان‌شناسی فیزیکی از سال ۱۹۱۷ و از زمانی آغاز شد که آلبرت اینشتین نظریه نسبیت عام خود را برای نخستین بار برای مدل کردن ساختار و دینامیک گیتی به کار برد.